# 吉田真弓 (配音員)
吉田真弓（1982年8月26日—）是日本女性聲優。隸屬於I'm Enterprise經紀公司。神奈川縣出生。日本播音演技研究所出身。興趣是觀看花式滑冰。

## 演出作品

### 電視動畫
2001年
- PaRappa the Rapper

2003年
- 高機動幻想GPM～嶄新之行軍歌～
- 神奇寶貝超世代

2004年
- 詩∽片（宗方瑠唯）
- 琉球武士瘋雲錄
- A15系列変身3部作
  - 超變身巫女祈鬥士
  - 超變身角色扮演前傳
  - LOVE♥LOVE?
- 鋼之鍊金術師（愛莉西亞‧休斯）

2005年
- IGPX（少女）
- 女孩萬歲 second season（少女）
- SPEED GRAPHER（女、侍女）
- 創聖的亞庫艾里翁（小不點）
- 黑貓

2006年
- 砂沙美魔法少女俱樂部（南方浅海）
- 忍者少女（姬路）
- 神奇寶貝超世代（若菜）

2007年
- 怪物王女（日郎子）
- 校園烏托邦 學美向前衝！（學生）
- 忍者少女 第二季（姬路）

2009年
- 真·戀姬†無雙（少女）

2010年
- 花丸幼稚園（利明）

2011年
- 我們沒有羽翼（渡來明日香）
- 架向星空之橋（酒井陽菜）
- 純白交響曲（乾紗凪[1]）

### OVA
- Charmmy Kitty Vol.2（Honey Cute）

### 電子遊戲
- 聖靈之心（木葉、春日小糸、春日小唄）
- L之季節2 invisible memories（少女）
- CRIMINAL GIRLS（初来慎）
- 式神之城 七夜月幻想曲
- 純白交響曲 *mutsu-no-hana（乾紗凪）
- Marriage Royale -Prism Story-（宇目田深波）
- 秋之回憶：從今以後again（市子）
- 蘭島物語 少女的約定 （ソマリーナ）
- Realize -Panorama Luminary-（伏見志乃）
- 龍刻 RYU-KOKU（貓）
- 戀愛0公里 Portable、戀愛0公里 V（木ノ本華）
- LOVELY QUEST -Unlimited-（櫻庭水穂）
- 我們沒有羽翼（渡来明日香）
- 近月少女的禮儀（柳ヶ瀬湊）
- 乙女理論とその周辺 -Bon Voyage-（柳ヶ瀬湊）

### Web線上遊戲
- リング☆ドリーム （ディアナ・ライアル、姬小路由樹）

### CD
- 萌·怪盜蕾莉絲（蘇菲亞）

## 外部連結
- I'm Enterprise的人物介紹頁面 （日語）
- http://ameblo.jp/hitoribotti-m/（页面存档备份，存于） （日語）